# Gekko taylori
Gekko taylori är en ödleart som beskrevs av  Hidetoshi Ota och NABHITABHATA 1991. Gekko taylori ingår i släktet Gekko och familjen geckoödlor. Inga underarter finns listade i Catalogue of Life.